# Municipio de Lincoln (condado de Grant)
El municipio de Lincoln (en inglés: Lincoln Township) es un municipio ubicado en el condado de Grant en el estado estadounidense de Kansas. En el año 2010 tenía una población de 7102 habitantes y una densidad poblacional de 19,05 personas por km².

## Geografía
El municipio de Lincoln se encuentra ubicado en las coordenadas 37°32′51″N 101°17′58″O / 37.54750, -101.29944. Según la Oficina del Censo de los Estados Unidos, el municipio tiene una superficie total de 372.84 km², de la cual 372,25 km² corresponden a tierra firme y (0,16 %) 0,59 km² es agua.

## Demografía
Según el censo de 2010, había 7102 personas residiendo en el municipio de Lincoln. La densidad de población era de 19,05 hab./km². De los 7102 habitantes, el municipio de Lincoln estaba compuesto por el 80,01 % blancos, el 0,65 % eran afroamericanos, el 1,25 % eran amerindios, el 0,38 % eran asiáticos, el 15,24 % eran de otras razas y el 2,48 % eran de una mezcla de razas. Del total de la población el 47,18 % eran hispanos o latinos de cualquier raza.